# Ernst Friedrich Glocker
Ernst Friedrich Glocker, född 1 maj 1793 i Stuttgart, död där 18 juli 1858, var en tysk geolog, mineralog och paleontolog.
Glocker blev 1819 docent i mineralogi i Breslau och 1824 professor där i samma ämne. År 1825 blev han även prorektor vid Magdalenen-Gymnasium i samma stad. Han ägnade stort intresse åt den geologiska undersökningen av bland annat Schlesien, Lausitz och Mähren.
Hans mineralogiska forskning höll god klass, men däremot stod hans behandling av paleontologiska ämnen inte i paritet med vetenskapens dåvarande ståndpunkt. För några förseelser såg han sig 1854 tvungen att lämna sin tjänst och levde därefter på olika orter fram till sin död.